# Amédée Duron
Amédée Duron, francoski general, * 18. maj 1881, † 6. julij 1949, Pariz.